# 기독교 정체성
기독교 정체성(Christian Identity)은 미국의 반유대주의적 기독교 운동으로서, 게르만족, 켈트족, 아리아족만이 아브라함, 이삭, 야곱의 후손이며 아시리아 유수 이전의 고대 이스라엘인의 후예라고 주장한다.
이것은 하나의 종교 교파로서 조직된 것이 아니라, 독립적인 개인들이 믿는 신학적 해석으로서 기능한다. 기독교 정체성론은 웨슬리 스위프트와 조지 록웰에 의해서 이론화되었다. 그들은 유럽인만이 선민이고 유대인은 카인의 후예, 뱀의 씨로서 저주받았다고 생각했고, 많은 백인우월주의자들이 그 가르침을 수용했다.
기독교 정체성론자들은 예수 그리스도가 부활한 천년왕국에서 유색인종과 비유럽 백인(유대인 등)은 모두 절멸되거나 백인의 노예가 될 것이라고 믿는다.

## 같이 보기
- 기독교 파시즘
- 신나치주의
- 북유럽주의
- 오클라호마시티 폭탄 테러